# Репка Борис Данилович
Борис Данилович Репка (нар. 9 липня 1971, с. Чернилівка, Україна) — український співак (ліричний тенор). Заслужений артист України (2000). Директор-художній керівник Тернопільського обласного академічного драматичного театру імені Т. Шевченка.

## Життєпис
Борис Данилович Репка народився 9 липня 1971 року в Чернилівці Підволочиського району Тернопільської області, тоді УРСР.
Навчався у Качанівській середній школі. Закінчив хорове (чи хореографічне) відділення Тернопільського музичного училища (1990; вокал — у Богдана Іваноньківа), вокальний факультет Київської консерваторії (1997; клас професора Костянтина Огнєвого).
Від 1997 — соліст Тернопільського обласного драматичного театру.

## Творчість
Виконує народні пісні, романси, оперні арії. Від 2005 виступає із сольною програмою «З вірою, надією, любов'ю».
Гастролював у Німеччині, Польщі та інших країнах (більше 50 концертів).

### Ролі в театрі
- Андрій («Запорожець за Дунаєм» Семена Гулака-Артемовського),
- Яро («Гуцулка Ксеня» Ярослава Барнича),
- Петро («Наталка Полтавка» Миколи Лисенка),
- Лєнський («Євгеній Онєгін» Петра Чайковського),
- Генріх («Кажан» Йоганна Штрауса).

## Відзнаки
- Лауреат конкурсу «Голос України» (2000, м. Київ).